# Danh sách mangaka
Từ tiếng Nhật "mangaka" để chỉ các họa sĩ truyện tranh, không kể tới quốc tịch. Danh sách sau tập hợp các họa sĩ truyện tranh Nhật Bản.

## Danh sách các mangaka
Tên người được viết theo lối phương Tây (tên trước họ), trong khi tên theo chữ kanji được viết theo lối Đông Á (họ trước tên). Nhiều người trong số đó sử dụng bút danh.

### A
- Arai Kiyoko
- Arina Tanemura
- Mitsuru Adachi (あだち 充)
- Aida Yu (相田 裕)
- Aihara Koji (相原 コージ)
- Aihara Miki (相原 実貴)
- Aimoto Mizuho (愛本 みずほ)
- Akagi Ryu (あかぎ りゅう)
- Tamiko Akahoshi (赤星 たみこ)
- Toreno Akai (紅井 採乃)
- Akaishi Michiyo (赤石 路代)
- Ken Akamatsu (赤松 健)
- Fujio Akatsuka (赤塚 不二夫)
- Gomoku Akatsuki (あかつき ごもく)
- Sho Akechi (明智 抄)
- Aki Ito (秋糸)
- Akira Kojima (小島 あきら)
- Osamu Akimoto (秋本 治) trước là Tatsuhiko Yamadome (山止たつひこ)
- George Akiyama (ジョージ 秋山)
- Yoshitaka Amano (天野 喜孝)
- Natsumi Ando (安藤 なつみ)
- Yuma Ando (安藤 夕馬)
- Moyoco Anno (安野 モヨコ)
- Nobuyuki Anzai (安西 信行)
- Futaba Aoi
- Hana Aoi (青井 はな)
- Yasuko Aoike (青池 保子)
- Mitsue Aoki (青木 光恵)
- Takao Aoki (青木 たかお)
- Tetsuo Aoki (あおき てつお)
- Yuji Aoki (青木 雄二)
- Gosho Aoyama (青山 剛昌)
- Hideki Arai (新井 秀樹)
- Hiromu Arakawa (荒川 弘)
- Hirohiko Araki (荒木 飛呂彦)
- Hiroyuki Asada (浅田 弘幸)
- Yū Asagiri (あさぎり 夕)
- Yuya Asahina (朝比奈 ゆうや)
- Masashi Asaki (朝基 まさし)
- Maru Asakura (亜桜 まる)
- Sekaiichi Asakura (朝倉 世界一)
- Kia Asamiya (麻宮 騎亜)
- Hitoshi Ashinano (芦奈野 ひとし)
- Min Ayahana (彩花 みん)
- Rando Ayamine　(綾峰 欄人)
- Kiyohiko Azuma (あずま きよひこ)
- Ryō Azumi (あずみ 椋)
- Anh Konge (Gege svetost)

### B
- Buron son (武論 尊)
- Francesco Bellissimo (ベリッシモ・フランチェスコ・喜広)
- Frédéric Boilet (フレデリック・ボワレ)
- Noboru Baba (馬場 のぼる)

### C
- Akio Chiba (ちばあきお hoặc 千葉 亜喜生)
- Tetsuya Chiba (ちば てつや)
- Nanae Chrono (黒乃 奈々絵)
- Clamp (クランプ)
- Chie Shinohara (篠原千絵)

### E
- Tatsuya Egawa (江川 達也)
- Hisashi Eguchi (江口 寿志)
- Eiki EIKI (影木 栄貴)
- Hiroki Endo (遠藤 浩輝)
- Kei Enue

### F
- Mihona Fujii (藤井 みほな)
- Ryu Fujisaki (藤崎 竜)
- Tohru Fujisawa (藤沢 とおる Fujisawa Tōru)
- Kosuke Fujishima (藤島 康介)
- Kazuhiro Fujita (藤田 和日郎)
- Maguro Fujita (藤田 まぐろ)
- Eiichi Fukui (福井 英一)
- Haruka Fukushima
- Tetsuji Fukushima (ふくしま てつじ)
- Sho Fumimura (史村 翔) (xem Yoshiyuki Okamura)
- Kou Fumizuki (文月 晃 Fumizuki Kō)
- Minoru Furuya (古谷 実)
- Mitsutoshi Furuya
- Usamaru Furuya (古屋 兎丸)

### G
- Aoyama Gōshō
- Gamō Hiroshi (ガモウひろし)
- Gotoh Keiji (後藤圭二)
- GotoP (ごとP)

### H
- Moto Hagio (萩尾 望都)
- Kazushi Hagiwara (萩原 一至)
- Nikku Hall
- Pink Hanamori (花森 ぴんく)
- Kazuichi Hanawa (花輪 和一)
- Tetsuo Hara (原 哲夫)
- Machiko Hasegawa (長谷川 町子)
- Bisco Hatori (葉鳥 ビスコ)
- Ikuko Hatoyama (鳩山 郁子)
- Tomoko Hayakawa (はやかわ ともこ)
- Daisuke Higuchi (樋口 大輔)
- Tachibana Higuchi (樋口 橘)
- Aoi Hiiragi (柊 あおい)
- Hideshi Hino (日野 日出志)
- Hiroshi Hirata (平田 弘史)
- Kenshi Hirokane (弘兼 憲史)
- Saki Hiwatari (日渡 早紀)
- Kyoko Hikawa (ひかわ きょうこ)
- Tsukasa Hojo (北条 司)
- Masaya Hokazono (外薗 昌也)
- Akiyoshi Hongo (本郷 あきよし)
- Yuji Horii (堀井 雄二)
- Yukinobu Hoshino (星野 之宣)
- Mochiru Hoshisato (星里 もちる)
- Yumi Hotta (ほった ゆみ)

### I
- Yukari Ichijo (一条　ゆかり）
- Masayuki Ikagawa(石川 雅之)
- Mikio Igarashi (いがらし みきお)
- Yumiko Igarashi (いがらし ゆみこ)
- Riyoko Ikeda (池田 理代子)
- Ryoichi Ikegami (池上 遼一)
- Koi Ikeno (池野 恋)
- Go Ikeyamada
- Mia Ikumi (征海未亜)
- Ichiko Ima
- Yasue Imai
- Santa Inoue (井上 三太)
- Takehiko Inoue (井上 雄彦)
- Hisaichi Ishii (いしい ひさいち)
- Takashi Ishii
- Kyuta Ishikawa (石川 球太)
- Shotaro Ishinomori (石ノ森 章太郎)
- Keisuke Itagaki (板垣 恵介)
- Akira Itou (伊藤 彰)
- Junji Ito (伊藤 潤二)
- Sei Itoh (伊藤 勢)
- Takehiko Ito (伊東 岳彦)
- Hitoshi Iwaaki (岩明 均)
- Mariko Iwadate (岩館　真理子）
- Kaneyoshi Izumi (和泉 かねよし)
- Rei Izumi
- Ikuemi Ryo (いくえみ綾)
- Nanzaki Iku (南崎 いく) - Nanzaki Iku cũng đã được xuất bản Mai-hime doujinshi dưới bí danh 'どろぱんだTOURS' còn gọi là Doropanda TOURS

### J
- U-Jin (遊人)

### K
- Kanata Kara
- Naoyuki Kageyama (影山なおゆき)
- Narumi Kakinouchi (垣野内 成美)
- Yoko Kamio (神尾 葉子)
- Akimine Kamijyo (上条 明峰)
- Atsushi Kamijyo (上條 敦士)
- Yozaburo Kanari (金成 陽三郎)
- Atsushi Kaneko (カネコ アツシ)
- Yukio Kanesada (かねさだ 雪緒)
- Masaomi Kanzaki (神崎 将臣)
- Ayumi Kasai (笠井 あゆみ)
- Rurika Kasuga (春日 るりか)
- Kazuhiko Kato (Monkey Punch)
- Masakazu Katsura (桂 正和)
- Kaiji Kawaguchi (かわぐち かいじ)
- Yumiko Kawahara (川原 由美子)
- Mika Kawamura (川村 美香)
- Mizuki Kawashita (河下 水希)
- Yuana Kazumi (和深 ゆあな)
- Michiyo Kikuta (菊田 みちよ)
- Masashi Kishimoto (岸本 斉史)
- Seishi Kishimoto (岸本 聖史)
- Yukito Kishiro (木城 ゆきと)
- Rakuten Kitazawa (北沢 楽天)
- Mohiro Kitoh (鬼頭 莫宏)
- Kiyochika Kobayashi (小林 清親)
- Miyuki Kobayashi
- Jin Kobayashi
- Yoshinori Kobayashi (小林 善範)
- Koge-Donbo (コゲどんぼ) còn gọi là Kokoro Koharuno (小春こころ)
- Goseki Kojima (小島 剛夕)
- Satoshi Kon (今 敏)
- Takeshi Konomi (許斐 剛)
- Tsukasa Kotobuki (ことぶき つかさ)
- Yun Kouga (高河 ゆん)
- Seo Kouji (瀬尾 公治)
- Hirano Kouta (平野耕太)
- Tite Kubo (久保 帯人)
- Yuichi Kumakura (熊倉 裕一)
- Iou Kuroda (黒田 硫黄)
- Shosuke Kurakane (倉金 章介)
- Iou Kuroda (黒田 硫黄 Kuroda Iō)
- Masami Kurumada (車田 正美)
- Fusako Kuramochi (くらもち ふさこ)
- Hidenori Kusaka (日下 秀憲)
- Maki Kusumoto (楠本 まき)
- Jiro Kuwata (桑田 二郎)
- Noboru Kawasaki (川崎のぼる)

### L
- M. Alice LeGrow
- Little Fish

### M
- Henmaru Machino (町野 変丸)
- Takeshi Maekawa (前川 たけし)
- Miyako Maki (牧 美也子)
- Yoko Maki (槙ようこ)
- Tateno Makoto (立野 真琴)
- Gataro Man (漫☆画太郎)
- Suehiro Maruo (丸尾 末広)
- Hiro Mashima (真島 ヒロ)
- Hiroshi Masumura (ますむら ひろし)
- Sanami Matoh (真東 砂波)
- Izumi Matsumoto (まつもと 泉)
- Jiro Matsumoto (松本 次郎)
- Leiji Matsumoto (松本 零士)
- Taiyo Matsumoto (松本 大洋)
- Tomo Matsumoto (マツモト　トモ)
- Seiji Matsuyama (松山 せいじ)
- Hino Matsuri (樋野 まつり)
- Yoko Matsushita (松下 容子)
- Mineo Maya (魔夜 峰央)
- Tohya Miho (凍耶 美穂)
- Ryoji Minagawa (皆川 亮二)
- Haruka Minami (みなみ 遥)
- Kazuya Minekura (峰倉 かずや)
- Suzue Miuchi (美内 すずえ)
- Kentaro Miura (三浦 建太郎)
- Riko Miyagi (宮城 理子)
- Kaho Miyasaka (宮坂 香帆)
- Hayao Miyazaki (宮崎 駿)
- Megumi Mizusawa (水沢めぐみ)
- Kyoko Mizuki (水木 杏子)
- Shigeru Mizuki (水木 しげる)
- Wakako Mizuki (水樹 和佳子)
- Hideko Mizuno (水野 英子)
- Junko Mizuno (水野 純子)
- Setona Mizushiro (水城 せとな)
- Minetaro Mochizuki (望月 峯太郎)
- Reiko Momochi (ももち 麗子)
- Jimpachi Mōri (毛利 甚八)
- Kaoru Mori (森 薫)
- George Morikawa (森川 ジョージ)
- Ai Morinaga (森永 あい)
- Masanori Morita(森田 まさのり)
- Daisuke Moriyama (森山 大輔)
- Milk Morizono (森園 みるく)
- Daijiro Morohoshi (諸星 大二郎)
- Hagio Moto (萩尾望都)
- Hiroshi Motomiya (本宮 ひろ志)
- Natsumi Mukai (迎 夏生)
- Nemu Mukudori (夢来鳥 ねむ)
- Maki Murakami (真紀村上)
- Shintaro Mugiwara (慎太郎麦わら)
- Motoka Murakami (村上 もとか)
- Hiromu Mutou (武藤 啓)
- A-ko Mutsu　（陸奥A子）

### N
- Go Nagai (永井 豪)
- Satoru Nagasawa (長沢 智)
- Takumi Nagayasu (ながやす 巧)
- Hisaya Nakajo (中条 比紗也)
- Nagamu Nanaji (七路 眺)
- Kiriko Nananan (魚喃 キリコ)
- Aoi Nanase (七瀬 葵)
- Kaori Naruse (成瀬 かおり)
- Yuri Narushima (なるしま ゆり)
- Yoshinori Natsume (夏目 義徳)
- Mie Nekoi (猫井 ミィ)
- Yasuhiro Nightow (内藤 泰弘)
- Tsutomu Nihei (弐瓶 勉)
- Keiko Nishi (西 炯子)
- Shinji Nishikawa (西川 伸司)
- Shinobu Nishimura (西村 しのぶ)
- Tatsuo Nitta (新田 たつお)
- Junichi Nojo (能條 純一)
- Eiji Nonaka (野中 英次)

### O
- Oh! great còn gọi là Ito Ogure (大暮 維人)
- Tsugumi Ohba (大場 つぐみ)
- Miho Obana (小花 美穂)
- Takeshi Obata (小畑 健)
- Eiichiro Oda (尾田 栄一郎)
- Saori Oguri (小栗 左多里)
- Yumiko Ohshima (大島 弓子)
- Yoshiyuki Okamura (còn gọi là. Sho Fumimura)
- Reiko Okano (岡野 玲子)
- Kyoko Okazaki (岡崎 京子)
- Hiroya Oku (奥 浩哉)
- Hitoshi Okuda (奥田 ひとし)
- Toshihiro Ono (小野 敏洋)
- Yūkō Osada (長田 悠幸)
- Towa Oshima (大島 永遠)
- Katsuhiro Otomo (大友 克洋)
- Minami Ozaki (尾崎 南)
- Lynn Okamoto (岡本 倫)

### P
- PEACH-PIT
- Peach

### R
- Makoto Raiku (雷句 誠)
- Marimo Ragawa (羅川 真里茂)
- Koshi Rikdo (六道 神士 Rikudō Kōshi)

### S
- Yoshiyuki Sadamoto (貞本 義行)
- Rieko Saibara (西原 理恵子)
- Fumi Saimon (柴門 ふみ)
- Chiho Saito (さいとう ちほ)
- Takao Saito (さいとう たかを)
- Hisashi Sakaguchi (坂口 尚)
- Yasuko Sakata (坂田 靖子)
- Kenichi Sakura (佐倉 ケンイチ)
- Momoko Sakura (さくら ももこ)
- Erica Sakurazawa (桜沢 エリカ)
- Hiroaki Samura (沙村 広明)
- Riku Sanjo (三条 陸)
- Noriko Sasaki (佐々木 倫子)
- Shio Satō (佐藤 史生)
- Machiko Satonaka （里中 満智子）
- Akira Segami (瀬上 あきら)
- Shizuru Seino (清野 静流)
- Ayumi Shiina (椎名 あゆみ)
- Iori Shigano (しがの 夷織)
- Kazuhiko Shimamoto (島本 和彦)
- Reiko Shimizu　（清水 玲子）
- Chie Shinohara (篠原千絵)
- Shinju Arisa
- Kaoru Shintani (新谷 かおる)
- Kotobuki Shiriagari (しりあがり 寿)
- Masamune Shirow (士郎 正宗)
- Kouyu Shurei (珠黎こうゆ)
- Kenichi Sonoda (園田 健一)
- Hideaki Sorachi (空知 英秋)
- Fuyumi Soryo (惣領 冬実)
- Shigeru Sugiura (杉浦 茂)
- Yukiru Sugisaki (杉崎 ゆきる)
- Natsuki Sumeragi (皇 なつき)
- Ganma Suzuki (鈴木 ガンマ)

### T
- Megumi Tachikawa (立川 恵)
- Kaoru Tada (多田 かおる)
- Yumi Tada (多田 由美)
- Harada Taeko 原田　妙子)
- Sho-U Tajima (田島 昭宇)
- Tony Taka
- Shinichiro Takada (高田 慎一郎)
- Yuzo Takada (高田 裕三)
- Kagami Takaya (鏡 貴也)
- Natsuki Takaya (高屋 奈月)
- Yoshiki Takaya (高屋 良樹)
- Rie Takada (高田 りえ)
- Yuzo Takada (高田 裕三)
- Kan Takahama (高浜 寛)
- Kazuki Takahashi (高橋 和希)
- Koji Takahashi (高橋 幸慈)
- Mitsuba Takanashi (高梨 みつば)
- Rumiko Takahashi (高橋 留美子)
- Shin Takahashi (高橋 しん)
- Tsutomu Takahashi (高橋 ツトム)
- Yoichi Takahashi (高橋 陽一)
- Yousuke Takahashi (高橋 葉介)
- Hinako Takanaga (高永 ひなこ)
- Fumiko Takano (高野 文子)
- Hiroyuki Takei (武井 宏之)
- Keiko Takemiya (竹宮 惠子)
- Izumi Takemoto (竹本 泉)
- Kozue Takeuchi (武内 こずえ)
- Naoko Takeuchi (武内 直子)
- Yumi Tamura (田村 由美)
- Arina Tanemura (種村 有菜)
- Jirō Taniguchi (谷口 ジロー)
- Tomoko Taniguchi (たにぐち 智子)
- Yoshihiro Tatsumi (辰巳 ヨシヒロ)
- Katsuya Terada (寺田 克也)
- Buichi Terasawa (寺沢 武一)
- Osamu Tezuka (手塚 治虫)
- Izumi Tōdō (東堂いづみ)
- Yoshihiro Togashi (冨樫 義博)
- Yoshuren Tokai(N/A)
- Hitoshi Tomizawa (富沢 ひとし)
- Saho Tono (冬野さほ)
- Akira Toriyama (鳥山 明)
- Kei Toume (冬目 景)
- Ema Toyama
- Shuko Toyama
- Masami Tsuda (津田 雅美)
- Yoshiharu Tsuge (つげ 義春)
- Yumi Tsukirino (つきりの ゆみ)
- Sakura Tsukuba (筑波 さくら)
- Taku Tsumugi (紡木 たく)
- Jiro Tsunoda (つのだ じろう)
- Daisaku Tsuru (都留 泰作)
- Kenji Tsuruta (鶴田 謙二)
- Watanabe Taeko(渡邊多惠子)
- Yana Toboso

### U
- Masashi Ueda (植田 まさし)
- Miwa Ueda (上田 美和)
- Naoki Urasawa (浦沢 直樹)
- Yoshito Usui (臼井 儀人)
- Kazuo Umezu (楳図 かずお)
- Chica Umino (羽海野 チカ)
- Yuki Urushibara (漆原 友紀)
- Satoshi Urushihara (うるし原 智志)
- Hiroyuki Utatane (うたたね ひろゆき / 一二三 四五)

### W
- Taeko Watanabe (渡辺 多恵子)
- Masako Watanabe (わたなべ まさこ)
- Yoshitomo Watanabe (渡辺 祥智)
- Yuu Watase (渡瀬 悠宇)
- Nobuhiro Watsuki (和月 伸宏)

### Y
- Kentaro Yabuki (矢吹 健太朗)
- Yuu Yabuchi (やぶうち 優)
- Yu Yagami (矢上 裕)
- Norihiro Yagi (八木 教広)
- Yoshihiro Yamada (山田　芳裕)
- Akihiro Yamada (山田 章博)
- Naito Yamada (やまだ ないと)
- Nanpei Yamada (山田 南平)
- Tatsuhiko Yamagami (山上 たつひこ)
- Ryoko Yamagishi (山岸　凉子)
- Naoki Yamamoto (山本 直樹)
- Kazue Yamamoto (山本 和枝)
- Sumika Yamamoto (山本 鈴美香)
- Tomomi Yamashita (山下 友美)
- Waki Yamato (大和 和紀)
- Yoshikazu Yasuhiko (安彦 良和)
- Ai Yazawa (矢沢 あい)
- Nao Yazawa (谷沢 直)
- Naoki Yokouchi (横内 なおき)
- Mitsuteru Yokoyama (横山 光輝)
- Takaba Yoku (鷹羽 翌)
- Akimi Yoshida (吉田 秋生)
- Sensya Yoshida (吉田 戦車)
- Tatsuo Yoshida (吉田 竜夫)
- Kanji Yoshikai (吉開 寛二)
- Fumi Yoshinaga (よしなが ふみ)
- Wataru Yoshizumi (吉住 渉)
- Lee Young You (이영유)
- Yudetamago (ゆでたまご)
- Kaori Yuki (由貴 香織里)
- Masami Yuki (ゆうき まさみ)
- Shimizu Yuki (志水 ゆき)
- Kagami Yoshimizu (美水 かがみ)